# Anders S. Nilsson
Hans Anders Sigvard Nilsson, känd Anders S. Nilsson, född 5 augusti 1966 i Hässleholms församling, är en svensk programledare, producent och skådespelare.

## Biografi
Anders S. Nilsson utbildade sig på Kaggeholms mediautbildning 1986-1988 och började sin karriär som programledare för ZTV, som på den tiden sände i TV3 och TV4. Åren 2004-2010 och 2014 var han programledare för Parlamentet i TV4. Tidigare var han även producent för programmet och 2011 återgick han till att vara producent och lämnade efter sju år över programledarrollen till Pär Lernström. Under våren 2007 var Nilsson programledare för Pokermiljonen i TV4 efter att under en tidigare säsong ha ställt upp som deltagare. Han är programledare för morgonshowen Dilemma i Mix Megapol sedan 2015.
Han har skrivit manus och regisserat den svenska komediserien Hjälp! tillsammans med Gustaf Skördeman 2007-2008. Han har även producerat programmet Situation Magnusson och haft en skådespelarroll. I den svenska skräckfilmen Hemligheten från 2005 spelar han fadern. Han har även lånat ut sin röst åt ett flertal reklamfilmer för brödtillverkaren Pågen. En mer verklighetsbetonad inriktning har hans dokumentärfilm Verklighetens Rain Man som handlar om savanten Kim Peek, som var förebild för huvudkaraktären i långfilmen Rain Man.
År 2023 är han programledare på P4 Extra.

## TV och film
- 2004–2010 – Parlamentet (TV-serie)
- 2005 – Hemligheten
- 2007 – Pokermiljonen (TV-serie)
- 2014–2021 – Parlamentet (TV-serie)